# I. Vilmos bajor herceg
I. Bajor Vilmos (Frankfurt am Main, 1330. május 12. – Le Quesnoy, 1389. április 15.) volt IV. Lajos német-római császár második házasságából származó második fia. Apja halála után 1347-től I. Vilmos néven bajor herceg, 1349-től Holland és Zeeland grófja, és 1356-tól III. Vilmos néven hainaut-i gróf.

## Élete
Vilmos 1330. május 12-én született Frankfurt am Mainban, apja IV. Lajos német-római császár, anyja Lajos második felesége, Margit hainaut-i, holland és zeelandi grófnő. Bár Margit volt Hainaut, Holland és Zeeland örököse, házasságával a jog szerinti uralkodó Lajos lett, aki 1345-ben feleségére és Vilmos fiára hagyta ezeket a tartományokat.
1347-ben, apja halála után Vilmos és öt bátyja közösen uralkodtak Bajorországban, mint társhercegek 1349-ig. Ekkor a Wittelsbach-birtokok felosztása során Vilmos Alsó-Bajorország, illetve Hainaut és a Holland Grófság társuralkodója lett két bátyjával (Istvánnal és Alberttal közösen.
1353-ban ismét felosztották birtokaikat és ekkor Vilmos Bajorország-Landshut, Hainaut és Holland uralkodója lett öccsével, Alberttel közösen.
A tartományok feletti ellenőrzést azonban csak nehezen tudta megszerezni: 1350-ben a holland nemesek visszahívták anyját és Vilmos háborút indított ellene a tartományok megszerzése érdekében. Az egymás ellen harcoló két rivális frakció, a Horgok (Hoeken) és Tőkehalak (Kabeljauwen) pártja közül az előbbi Margit, az utóbbi Vilmost támogatta és kitört a polgárháború.
III. Eduárd angol király, aki felesége, Hainaut-i Filippa révén Margit sógora volt, beavatkozott a küzdelembe és 1351-ben Veere közelében legyőzte a Tőkehalak flottáját. Néhány héttel később azonban egy szárazföldi összecsapás során a Horgok és angol támogatóik vereséget szenvedtek Vilmos seregétől Vlaardingen közelében. Eduárd hamarosan Vilmos oldalára állt és 1354-ben Margit kénytelen volt kiegyezni fiával és lemondani Holland és Zeeland grófságokról, bár Hainaut-t megtarthatta. 1356 júliusában Margit meghalt és hainaut-t is Vilmosra hagyta.
Nem sokkal ezután, 1357-ben elmebaj tünetei kezdetek megmutatkozni nála és 1358-ban öccse, Albert lépett a helyére régensként. Vilmost a Le Quesnoy-i kastélyba zárták és itt töltötte élete hátralevő éveit.

## Családja
1352-ben vette feleségül Lancasteri Matildát (angolosan Maud), Henry of Grosmont lancasteri herceg és Isabel de Beaumont lányát. Csak egy lányuk született, aki 1356-ban meghalt. Szeretőitől azonban feltehetően három gyereke született:
- Vilmos (1356–1423)
- Erzsébet (1359–1415), férje Brustij van Herwijnen, Stavenisse ura
- János

## Fordítás
- Ez a szócikk részben vagy egészben  a   William I, Duke of Bavaria című angol Wikipédia-szócikk fordításán alapul.  Az eredeti cikk szerkesztőit annak laptörténete sorolja fel. Ez a jelzés csupán a megfogalmazás eredetét és a szerzői jogokat jelzi, nem szolgál a cikkben szereplő információk forrásmegjelöléseként.

## Lásd még
- Hainaut-i grófság
- Hainaut grófjainak listája

| Elődje: II. Margit hainaut-i grófnő | Hainaut-i gróf 1357 – 1388 | Utódja: I. Albert hainaut-i gróf |